# Portal
Portal (укр. Портал) — відеогра-платформер з головоломками та видом від першої особи, створена компанією Valve Corporation. Гра була випущена для персональних комп'ютерів та Xbox 360 10 жовтня 2007 року. Портована версія Portal для гральної консолі PlayStation 3 розроблялася студією Electronic Arts UK та була випущена 11 грудня 2007 року.
Гра поширюється у складі збірки The Orange Box як на DVD та BD-ROM, так і через систему цифрової дистрибуції Steam. Світовим видавцем збірки є корпорація Electronic Arts. На території України та країн СНД дискова версія Portal поширюється компанією Бука в двох комплектах: у складі The Orange Box та як незалежний програмний продукт.
Події Portal розвиваються у всесвіті Half-Life, в Aperture Science Enrichment Center — комп'ютеризованому центрі накопичення досвіду при Aperture Science. Гравець виступає в ролі дівчини на ім'я Челл, яка проходить випробування всередині Лабораторії. Ігровий процес сконцентрований на вирішенні головоломок за допомогою створення спеціальним пристроєм міжпросторових порталів.
Portal отримала високі оцінки та безліч нагород ігрової критики, включаючи низку титулів «Гра 2007 року». Довкола сюжету гри та його причетності до подій в іграх серії Half-Life тривають дискусії, а герої гри та елементи геймдизайну стали популярними інтернет-мемами.

## Ігровий процес

Гравець повинен відчинити двері, для чого знайти і з допомогою порталу помістити на кнопку вантаж

### Основи
Ігровий процес обертається навколо вирішення головоломок за допомогою Переносного портального пристрою Aperture Science (англ. Aperture Science Handheld Portal Device). Портали дозволяють миттєво переносити об'єкти між віддаленими точками, в тому числі й головну героїню Челл. У один і той самий час може бути відкритий тільки один портал зі входом до нього і виходом, що відрізняються за кольором — блакитний та помаранчевий відповідно. При відкритті нового входу чи виходу, раніше відкритий того ж кольору закривається. Портали зберігають кінетичну енергію тіла, що проходить крізь них. Утримувати портал можуть тільки нерухомі плоскі бетонні поверхні.
Крізь портальний прохід неможливо відкрити інші портали, проте можна проходити і переносити предмети. Для перенесення предметів у пристрій порталів вбудований спрощений різновид гравітаційної гармати з Half-Life 2, що дозволяє піднімати предмети і переміщувати їх у просторі в безпосередній близькості від себе. Багато завдань вимагають взаємодії об'єктів, як переміщення вантажного куба на кнопку, використання енергетичної кулі як джерела енергії, використання закону збереження енергії та інше. Челл здатна пересуватись навпочіпки і підстрибувати, хоча це й не має значення у вирішенні головоломок, а тільки для пересування між деякими приміщеннями.

Основна гра складається з 19 тестових кімнат, переходи між якими здійснюються з допомогою ліфта, а також ряду підсобних приміщень з безпосереднім підзавантаженням по ходу проходження (аналогічно до Half-Life 2). У міру проходження гри завдання стають все важчими, змушують комбінувати різноманітні прийоми. Перешкоди включають в себе стіни, на яких неможливо створити портал, кислоту, силові поля. Після проходження дев'ятнадцяти тестових кімнат головоломки продовжуються «за кулісами» центру тестування. Цей етап дещо складніший, оскільки рівні містять багато декоративних елементів (на противагу попереднім доволі схематичним і строгим рівням), що підкреслюють розробники в ігрових коментарях. Із противників в грі представлені лише ракетна і кулеметна турель.

Принцип пересування через портал: персонаж стрибає в синій вхід та, набравши кінетичну енергію, вистрибує з помаранчевого виходу

### Портали
Під порталом у грі розуміється місце суміщення двох віддалених точок простору. Портальна гармата спочатку створює вхід до порталу, потім вихід. Простір суміщається в межах еліпса, оточеного вихором: синім для вхідного порталу і помаранчевим для вихідного. Вхід, поки не створено виходу, закривається вихором. У голосових коментарях розробники зауважують, що гравець очікує зустріти за порталом інший світ, проте в Portal представлена саме місцева телепортація. Тому крізь портал можна побачити прострір в іншому місці і переносити крізь нього речі та головну героїню. Розробники хотіли, щоб гравець відчув себе в безпеці всередині порталу, тому, коли портал закривається, він не може вбити або знищити ігровий об'єкт всередині себе, а тільки виштовхує їх. Накластися один на одного вхід і вихід не можуть.
Входи і виходи в цій грі рівноцінні за застосуванням і попри черговість у створенні, обидва пропускають крізь себе об'єкти в усіх напрямках. Вони можуть розміщуватись тільки на плоских нерухомих поверхнях з бетону. При цьому входам і виходам не обов'язково бути паралельними. Так, портал може поєднувати стіну і стелю. Більший діаметр порталу близький до людського зросту, тому вимагається, щоб поверхня була достатньо великою, інакше портал не утвориться.

### Взаємодія з об'єктами
Головоломки вимагагають логічного мислення і застосування взаємодії об'єктів. Найпростішими є перенесення Челл між віддаленими місцями, розділеними перешкодами. Часто зустрічаються кнопки, на які слід покласти важкий куб, щоб відкрити двері або запустити рухомі платформи. Низка завдань пов'язана з Кубом-компаньйоном, який потрібно переносити з кімнати в кімнату. Також зустрічаються генератори енергетичних сфер, енергію від яких необхідно спрямувати до гнізда живлення, що запускає той чи інший механізм. Часто зв'язок між складовими головоломки вказується доріжками лампочок і знаками на початку кімнат. Для подолання деяких перешкод Челл доводиться використовувати свою кінетичну енергію, збільшуючи її падінням крізь декілька послідовних порталів.
Тестові камери побудовані з бетонних і металевих (на яких не можна створювати портали) панелей, деякі з них рухомі. Частина їх розділені силовими полями, що знищують об'єкти, які крізь них проносяться, і анулюють встановлені портали. При цьому Челл лишається неушкодженою. Однак, існують і смертельно небезпечні головоломки. Челл може впасти в басейн з кислотою, бути анігільованою енергетичною сферою. Також підкінець гри трапляються турелі, які стріляють у Челл, коли вона з'являєтьяс в полі їх зору. Вона здатна витримати кілька пострілів, але тривалий вогонь вбиває дівчину.

### Додаткові карти
Після проходження гри відкривається можливість проходити додаткові карти, якими є видозмінені тестові камери основної частини гри з 13-ї по 18-у. Додаткові карти діляться на розширені (англ. advanced maps) та карти для змагань (англ. challenged maps).
Розширені карти
Розширені карти є ускладненими версіями тестових камер, взятих за основу. В них можуть бути додані стіни, на яких не відкриваються портали, звичайні поверхні можуть бути замінені кислотою, а турелі можуть бути закриті в спеціальні коробки, які не дозволяють їх збивати. Тестова камера з Кубом Компаньйоном, дещо змінена, також сам куб замінений на сферу, яка підскакує при падінні з висоти і котиться рівною підлогою, що значно ускладнює завдання.
Карти для змагань
Карти для змагань пропонують гравцю випробування трьох видів: на мінімальну кількість кроків (англ. least steps), на мінімальну кількість відкритих порталів (англ. least portals) та на мінімальний час проходження (англ. least time), при цьому самі тестові камери не змінюються. Після проходження карти показується статистика, в якій результат гравця порівнюється з трьома можливими значеннями, які відповідають бронзовій, срібній та золотій медалі. Побивши якесь із значень, гравець отримує належну медаль. Ціллю режиму є збір всіх медалей у всіх випробуваннях на всіх картах.

### Система досягнень
В Portal, як і в інших іграх The Orange Box вбудована система досягнень (англ. achievements), яка ґрунтується на виконанні ряду другорядних завдань і подолання визначених сюжетних поворотів. Здобуті досягнення не дають ніяких переваг при проходженні, вони лише відмічаються в меню гри та мережевій статистиці Valve. Наприклад, частина досягнень зараховується при проходженні ключових сюжетних моментів. Отримавши в Тестовій кімнаті 11 повноцінну портальну зброю, гравець отримує звання Lab Rat (укр. Лабораторний пацюк). Також гравець нагороджується званням Fratricide (укр. Братовбивця) за знищення Куба Компаньйона в Тестовій кімнаті 17 та за втеча з «вечірки» в Тестовій камері 19 званням Partygoer (укр. Завсідник вечірок). А той, хто пройшов всю гру отримує Heartbreaker (укр. Розбивач сердець).
Ряд завдань вимагає деякої активності в процесі гри. Досягнення отримує той, хто пролетить 30 000 футів вниз (Terminal Velocity — укр. Гранична швидкість) і стрибне на 300 футів у довжину (Long Jump — укр. Довгий стрибок). Також нагороджуються ті, хто зіб'є зі стін 33 камери нагляду (Camera Shy — укр. Полохливий) і зіткнуть одну автоматичну турель іншою (Friendly Fire — укр. Вогонь по своїм).
Крім того, гравець отримає нагороду за проходження додаткових карт. За виконання двох, чотирьох і шести розширених карт видаються Cupcake (укр. Кекс), Fruitcake (укр. Фруктовий торт) та Vanilla Crazy Cake (укр. Величезний ванільний торт), відповідно. Той же, хто пройде всі завдання на картах для змагань на бронзу, срібло і золото, отримає досягнення Basic Science (укр. Новачок в науці), Rocket Science (укр. Справжній вчений) и Aperture Science (укр. Першовідкривач).

## Сюжет

### Дія
Головна героїня Челл отямлюється в капсулі всередині камери зі скляними і бетонними стінами без виходу. Комп'ютеризований жіночий голос вітає героїню в «Aperture Science Enrichment Center». Після вступного слова голос попереджує про заходи безпеки і відкриває на стіні портальний прохід. Власниця голосу, комп'ютер ГЛеДОС, вимагає пройти низку тестів.
Пересуваючись кімнатами коридорами комплексу, Челл вивчає властивості порталів. Спочатку портали генеруються комп'ютером комплексу для навчальних цілей. Через декілька кімнат у руки героїні потрапляє ручний портальний пристрій Aperture Science, що здатен створювати блакитний вхід, а вихід надає ГЛеДОС. У процесі проходження кімнат, Челл бачить кімнати спостереження, але ніде не бачить людей. В ході експериментів голос ГЛеДОС супроводжує її, комп'ютер коментує дії Челл і обіцяє винагородити її зустріччю з родиною і тортиком. При цьому говорить вона однотонним голосом, але будує фрази таким чином, що вони звучать кумедно чи просто дивно.
Ближче до фінальних тестів, коли в руках Челл знаходиться вже повноцінна портальна гармата, в одній із гладких і чистих кімнат дівчина знаходить прохід за стіну в невеличке приміщення з трубами, ґратками, заводською підсобною обстановкою. Комп'ютерний голос ніяк не реагує на знахідку героїні. Пізніше дівчина знаходить ще одну схожу кімнату, але більшу за розміром. Стіни таких кімнат розписані чимось подібним на кров, в деяких є фотографії та інші папери. Криваві написи різноманітні, але здебільшого там міститься вислів Тортик — брехня (англ. The cake is a lie). ГЛеДОС видає Челл Куба-компаньйона, при цьому наголошуючи, що він неживий, але з ним слід поводитися, як із другом. Піддослідна проносить Куб крізь кілька кімнат, після чого комп'ютер ставить завдання кинути його у вогонь. Коли дівчина виконує це, ГЛоДОС зауважує, що Челл безсердечна і вбила свого єдиного друга. Надалі випробування стають все небезпечнішими, ГЛеДОС розставляє турелі, які, попри ввічливий голос, намагаються розстріляти Челл.
Нарешті, приходить черга останнього, дев'ятнадцятого тесту, в ході якого голос особливо активно нагадує про обіцяний тортик. Челл опиняється на рухомій в коридорі зі смертельною кислотою. Наприкінці коридору несподівано з'являється полум'я, в цей час ГЛеДОС запевняє, що лабораторне обладнання термостійке, не зважаючи на очевидну загрозу піддослідній. Героїня встигає врятуватись, створивши портал. ГЛеДОС, не очікуючи такої спритності, наказує дівчині зупинитись, говорить, що пожартувала і, що насправді вогонь був останнім випробуванням. Втікачка не слухає і вже впевнено пересувається підсобними приміщеннями, схожими на бачені раніше. Повсюди в таких приміщеннях її переслідують криваві символи, що вказують, куди йти (очевидно, тікає не вона перша), і механічний голос комп'ютера. У закутках тестового лабіринту дівчина не знаходить жодної людини і врешті-решт добирається до кімнати, в якій ГЛеДОС влаштовує пастку з турелями. Завдяки своїй кмітливості Челл долає їх і знаходить кімнату з ГЛеДОС.
Машина намагається виправдатися, але сама ж видає, що захопила контроль над комплексом і знищила весь персонал лабораторії, поширивши отруйний газ. ГЛеДОС починає повторний запуск газу, блокує вихід і намагається розстріляти дівчину ракетами. Челл помічає на корпусі ГЛеДОС її чотири модулі особистості та порталами спрямовує ракети в них. Збивши модулі, дівчина кидає їх у вогонь, що спричиняє вибух комп'ютера. Перед своїм знищенням машина заявляє, що ззовні лабораторії відбулося дещо жахливе, і якась могутня сила загрожує всім людям. ГЛеДОС запевняє, що знищивши її, героїня скоїла непоправне лихо.
Після вибуху все заливає біле світло. На останніх кадрах показується світ поза «Лабораторією», зелені рослини і КПП на виїзді в «Aperture Science», засипаний уламками. Проте в глибинах лабораторії виявляються десятки запасних модулів особистості ГЛеДОС. В центрі кімнати стоїть обіцяний торт зі свічкою. Ряд із модулів по черзі включається, опускається механічна ручка і гасить свічку. В титрах звучить заключна пісня. В ній комп'ютер співає про те, що вона все ще жива і переживе дівчину-втікачку, не зважаючи на те, що та «розбила їй серце на шматки і кинула кожний в вогонь».

### Персонажі
- Челл (англ. Chell) — піддослідна дівчина, при моделюванні якої використовувалось лице Алісії Глайдвел[11]. Як вона потрапила в Лабораторію і ким вона була до подій Portal — невідомо. Більше того, в ході гри гравець не зможе з'ясувати навіть ім'я дівчини, воно стає відоме тільки з довідки до гри. Челл має східний тип очей, темне волосся, зібране в невеликий пучок, одягнена в помаранчеву робу (в США таку робу носять в'язні) з написом «Aperture», а до її гомілок прикріпленні джампери, які дозволяють вберегтися травм при падінні з будь-якої висоти.
- ГЛеДОС (англ. GLaDOS, Genetic Lifeform and Disk Operating System, Генетична Форма Життя і Дискова Операційна Система) — комп'ютер, озвучена Елен МакЛейн. Цей штучний інтелект, розроблений вченими Aperture Science в ході змагань з дослідницьким центром Black Mesa за грант, контролює всю Лабораторію, включаючи наземну та зовнішню частини. Здобувши розум, вона (комп'ютер говорить жіночим голосом) здобула і свідомість. За словами Елен Маклейн, ГЛеДОС відчуває себе одинокою. Цим можна пояснити балакучість комп'ютера, коли він нарешті знайшов слухача — Челл. ГЛеДОС всю гру розмовляє з Челл про тортик, як про нагороду в кінці дослідів, а на моніторах в серверному залі мерехтять безліч зображень цих кондитерських виробів.

## Зв'язок з іншими творами

Логотип Aperture Labs, творця ГЛеДОС

Лабораторія, в якій відбувається дія гри, також згадується в Half-Life 2: Episode Two. А саме, говориться, що в намаганні обігнати дослідницький центр Black Mesa (в Portal гравець може знайти кабінети, в яких проектор змінює слайди, що демонструють плани з випередження 'Black Mesa' в отримані урядового гранта і в фінальній сцені, під час зустрічі з GLaDOS — на моніторах навколо неї часто видно емблему — логотип 'Black Mesa'), не жалкуючи засобів, вчені Лабораторії дослідження природи порталів побудували могутню зброю, розміщену на кораблі «Борей» (англ. Borealis). Це єдине, що єднає дві гри, хоча представники Valve обіцяли, що сюжет Portal відобразиться на сюжетах нових ігор всесвіту Half-Life.
Задовго до виходу гри був запущений її промо-сайт. Він був оформлений як командна консоль керування GLaDOS (v. 1.09). Там можна було знайти відомості про історію Лабораторії. Зокрема, відомо, що спершу Aperture Science займалась створенням штор для ванної, а її директором Кейв Джонсон. Якщо на сайті ввести фразу THECAKEISALIE (Тортик — брехня), що досить часто зустрічається в грі, то можна побачити повідомлення, залишене одним із співробітників Лабораторії, в якому він викладає свої страхи і сумніви. «Коли ти останній раз покидав будівлю? А хтось після тебе виходив назовні? Я не знаю чому комплекс ізольований. Я не знаю, хто в нас за головного. Не думаю що фраза „піду додому“ тепер відноситься до нашої роботи.» Також в записці говориться, що незважаючи на проблеми з фінансуванням і обладнанням в рядових працівників, в комплексі був побудований Центр розвитку (англ. Enrichment Center). «Але я виявив декілька речей, наприклад, на цих терміналах написи можуть виводитись не побуквено, а відразу цілком. Доки ми працюємо на обладнані двадцятирічної давності, в них звідкись знайшлись кошти на те, щоб вибудувати Центр Розвитку.» Це послання підкріплено зображеннями з камери нагляду. На зображені — дещо, що нагадує камеру, в якій на початку гри з'являється Челл. Зображення камери підписано «01 Сховище Відпочинку» (англ. 01 Relaxation Vault). «Подивись-но на запис камери. Чим би цей „підвал відпочинку“ не був, дверей в нього немає.» В кінці повідомлення є приписка, що якщо проходитиме начальник, необхідно натиснути Enter. Якщо це зробити, або натиснути будь-яку літерну клавішу, то з'явиться таблиця з інформацією про витрати. Зокрема, майже мільйон доларів був вкладений в дещо, що позначене INTUB-XLG.

## Гумор

Піктограма тортика, обіцяного ГЛеДОС

В грі достатньо важливим об'єктом 17-го рівня «Лабораторії» є Вантажний Куб-компаньйон (англ. Weighted Companion Cube). ГЛеДОС пропонує гравцеві пройти цей рівень разом з Кубом, який відрізняється від решти тим, що в нього на кожній грані намальовано рожеве сердечко. По ходу рівня гравець стикається з позарівневими приміщеннями, на стінах яких можна побачити сліди колишньої присутності інших піддослідних. З них стає зрозуміло, що багато з них збожеволіли і в самотності лабораторних дослідів уявляли Куб як найкращого друга. Причому під час проходження рівня ГЛеДОС тільки те й робить що турботливо попереджує Челл про те, що Куб не вміє говорити, не може загрожувати її життю ножем і взагалі є неживою істотою.
Рівень з Кубом Компаньйоном є яскравим прикладом чорного гумору — однієї із ключових особливостей Portal, що дозволила грі завоювати популярність. Оскільки до самого кінця гравець не знає, що «Лабораторія» покинута, а єдиною розумною істотою, крім героїні, в ній є комп'ютер, оснащений штучним інтелектом, поведінка ГЛеДОС виглядає цинічно і бездушно. Крім цього, гравець бачить стіни поза полем зору камер нагляду, на яких минулі піддослідні залишили зображення і написи: фотографії людей, замість облич яких — малюнок Куба Компаньйона з ангельськими крилами, замальовки Вантажних Кубів, турелей та енергетичних куль, відбитки долонь; прохання про допомогу, фрази «Тортик — брехня», зарубки про минулі дні.

## Музика
Спершу, офіційний сайндтрек не випускався окремо яким-небудь із способів, і вся музика витягувалась прямо із GCF-архіву Portal. Проте, пізніше Valve надала до продажу The Orange Box Original Soundtrack, який включав підбірку з 19-ти звукових тем із Half-Life 2: Episode One, Half-Life 2: Episode Two, Team Fortress 2 і Portal. Від Portal в збірник ввійшли тільки 5 доріжок та одна пісня Still Alive в двох версіях.
Нижче представлений повний список звукових тем, які були присутні в грі, приблизно в порядку появи:
1. Subject Name Here — 1:44 (потрапив у збірник)
2. Taste of Blood — 3:06
3. Android Hell — 3:45
4. Self Esteem Fund — 3:30 (потрапив у збірник)
5. Procedural Jiggle Bone — 4:34
6. 4000 Degrees Kelvin — 1:01
7. Stop What You Are Doing — 4:00 (потрапив у збірник)
8. Party Escort — 4:21
9. You're Not a Good Person — 1:24 (потрапив у збірник)
10. No Cake For You — 4:05
11. You Can't Escape You Know — 6:24 (потрапив у збірник)
12. Still Alive — 2:56 (потрапив у збірник)

Зі всіх музичних файлів тільки останній, «Still Alive» (укр. «Все ще жива»), є піснею: її виконує акторка, яка озвучила ГЛеДОС, Еллен МакЛейн, а написана пісня Джонатаном Коултоном. Ця пісня звучить під час фінальних титрів гри, а її інструментальна версія програється радіоприймачами, які можна знайти на деяких ігрових картах. На диску The Orange Box Original Soundtrack можна знайти Still Alive (J.C. Mix) — вокальний ремікс оригінальної пісні, зроблений самим автором.

## Розробка
Попередницею Portal є гра Narbacular Drop, яка розроблялася групою студентів з Технологічного інституту DigiPen. Гра була випущена і досі поширюється безкоштовно. Згодом, творці Narbacular Drop, які виступали під назвою Nuclear Monkey Software, влаштували презентацію своєї гри в офісі Valve Software, в ході якої, за словами Дага Ломбарді, зворушений Гейб Ньюелл, не дочекавшись кінця демонстрації, підвівся зі стільця і заявив, що їм негайно варто увійти до складу Valve. Дебютним проектом нового відділення, яке складалося з чотирьох програмістів та трьох дизайнерів, стала Portal.
У основі Portal лежить модифікована версія рушія Source, який використовувався в грі Half-Life 2 та її сиквелах. Технологічно Portal відноситься до Orange Box-ігор, оскільки входить у набір The Orange Box, всі ігри якого побудовані на єдиній версії рушія Source. Гра підтримує динамічну побудову тіней, систему часток та кінематографічну фізику.
Велику кількість цікавої інформації про те, як раніше виглядала гра, про технічні аспекти і зміни геймплею розробники включили в систему голосових коментарів, які вперше з'явилися в іграх Valve з проектом Half-Life 2: Lost Coast. Так, розробники розказують, що перерисовування зображення, яке видно через портал, виконується для перших дев'яти ітерацій: рушій Source підтримує до дев'яти відображень, а нескінченність досягається шляхом копіювання зображення першого порталу в дев'ятий. Інший приклад: в Portal, на відміну від решти ігор всесвіту Half-Life, персонаж при падінні з великої висоти не отримує ушкоджень. Творці пояснюють це наявністю спеціальних пристосувань на ногах головної героїні, відомих як універсальні колінні замінники. Деякі зміни торкнулися й ігрового процесу окремих локацій. На рівні з кубом-компаньйоном з самого початку використовувалась не куб, а сфера, яка відскакувала при зіткненні з землею, що значно ускладнювало задачу проходження рівня. Схожа сфера була додана в ускладнену версію цієї карти.
Крім коментарів творців, інформацію про зміни в грі несуть і рекламні відеоролики. Уважні глядачі могли примітити, що в трейлері до Portal, головний герой виглядає, як чоловік в оранжевій робі, в той час як Valve розказувала про дівчину в ролі головного героя. Це можна пояснити тим, що в Valve, не бажаючи завчасно розкривати деталі сюжету, при записі ролика вирішили підмінити модель дівчини якою-небудь іншою, наприклад невикористаною чоловічою.

## Відгуки
| Агрегатор    | Оцінка |
| ------------ | ------ |
| GameRankings | 90,4 % |
| Metacritic   | 90/100 |

| Видання      | Оцінка  |
| ------------ | ------- |
| 1Up.com      | 9,0/10  |
| Eurogamer    | 9/10    |
| G4           | 5/5     |
| Game Players | 4.5/5   |
| GameSpy      | 4,5/5,0 |
| IGN          | 8,2/10  |
| Игромания    | 4,9/5   |
| Страна игр   | 10/10   |

Portal було визнано однією із найкращих ігор зі збірника «The Orange Box», та часто отримувала вищі оцінки оглядачів, ніж Half-Life 2: Episode Two чи Team Fortress 2, які відмічали унікальну ігрову механіку, а також чорний гумор. Деякі критики не схвалювали надміру пусті приміщення гри, а також одночасно і схвалювали, і докоряли за коротку тривалість гри Portal. Попри це, гра отримала безліч нагород за підсумком 2007 року.
Немало ігрових журналістів видали Portal нагороду «Найкраща гра 2007 року». Серед них були австралійська відеоігрова телепредача «Good Game» («Гра року 2007» — англ. Game of the Year), присвячений іграм портал «Shacknews» («Гра року 2007» — англ. Game of the Year) та розважальний ресурс «A. V. Club» («Найкраща гра 2007 року» — англ. Best Game of 2007). Культовий британський портал «Way of the Rodent» в ході церемонії Rodent Game Awards назвав розробку Valve «Темно-Срібною грою року 2007» (англ. Deep Silver Game of the Year 2007)
, заявивши, що «Portal — екстраординарний. Ніколи раніше гравець не отримував в нагороду можливість підглянути і взнати, що наші уявлення про відеоігрові стіни помилкові; можливість побувати по іншу сторону матового скла, можливість проникнути в саме нутро гри». Європейський відеоігровий сайт Eurogamer поставив гру на перше місце в рейтингу «50 Найкращих ігор 2007-го року» (англ. Top 50 Games of 2007). Колеги Valve по індустрії також оцінили працю компанії. На конференції розробників ігор Game Developers Conference в рамках програми нагородження видатних ігор Portal отримав вищу премію року — «2007 Найкраща гра року» (англ. 2007 Game of the Year). Російські друковані видання підтримали західних оглядачів, але не оцінили гру настільки ж високо. «Игромания» удостоїла її п'ятого місця в рейтингу «Підсумки 2007 року: 10 найкращих ігор», а «Страна Игр» визнала «Найкращою головоломкою».
Всі критики беззастережно визнали Portal надоригінальним продуктом ігрової промисловості. Дальше всіх пішов розважальний американський канал G4TV, який узагальнив всі думки, назвавши працю дизайнерів Valve «Найоригінальнішою грою» (англ. Most Original Game). Решта оглядачів були конкретнішими. Повагу і похвалу заслужили ігрова механіка та дизайн. Автори популярних комік-стріпів «Penny Arcade» оцінили ігровий процес словами «Найкраща нова ігрова механіка» (англ. Best New Game Mechanic), а вже згадана Страна Игр знайшла в проекті «Найкращий оригінальний дизайн». Крім «Найкращої гри» чоловічий журнал «Way of the Rodent» нагородив Portal за Тестову кімнату № 19, яку він назвав «Найкращим ігровим рівнем» (англ. Best Game Level). А розробники відеоігор оцінили і дизайн, і геймплей зразу, подарувавши команді гри на Game Developer Choice Awards трофей «2007 Найкращий ігровий дизайн» (англ. 2007 Best Game Design) і «2007 Інновація» (англ. 2007 Innovation).
Значну частку оригінальності Portal надали сценаристи, створивши захоплюючий сюжет і незвичних персонажів. Дві нагороди отримала ГЛеДОС : від GameSpot («Найкращий оригінальний персонаж» — англ. Best New Character) і G4TV («Найкращий оригінальний персонаж» — англ. Best New Character), причому канал G4TV також мав наміри нагородити «Куба-rомпаньйона». Але й він не пішов неоціненим, отримавши приз від «Страны Игр» («Найкращий персонаж другого плану»), яка була в кроці від того, щоб нагородити ГЛеДОС. А повністю весь сюжет отримав визнання від Penny Arcade («Найкращий сюжет» — англ. Best Writing).
Музика, написана для гри, також отримала декілька нагород і була оцінена гравцями. «Penny Arcade» визнала музику «Найкращим саундтреком» (англ. Best Soundtrack). Зі стану критиків виступив інформаційний портал про індустрію розваг IGN, назвавши пісню Коултона «Still Alive» «Найкращою піснею для фінальних титрів» (англ. Best End Credit Song).

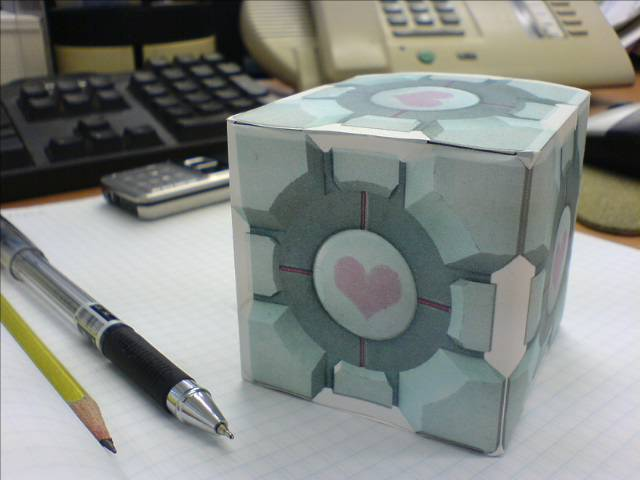
Паперова модель Куба-компаньйона

Portal було вельми тепло прийнятий не тільки ігровою критикою, яка час від часу називала гру геніальною. Гравці при першій нагоді проявили себе в області створення модифікацій і нових ігрових карт, в тому числі і завдяки тому, що в Portal з самого початку була закладена зручна система додавання цілих наборів рівнів головоломок. Користувацькі розробки з'являються не тільки на великих порталах, на зразок FPSBanana.com [Архівовано 28 грудня 2010 у Wayback Machine.]. З моменту виходу гри відкрились спеціалізовані ресурси, які розміщують любительські карти в великій кількості. Серйозним відкриттям творців модифікацій стало те, що механіка Portal застосовна і до інших однокористувацьких ігор на рушєві Source, достатньо лише скопіювати карти гри в директорію Portal. Нарешті, любителям Flash-ігор, група We Create Stuff, створила двовимірну версію Portal: The Flash Version зі своїми, оригінальними рівнями, які пізніше були перенесені як набори допоміжних карт Portal: The Flash Version Mappack в ПК-видання гри
. Крім того, надихнувшись, за словами автора, Portal: The Flash Version, французький розробник, відомий під прізвиськом T4ils, створив homebrew-гру для Nintendo DS: StillAliveDS. В ній збережени основні риси ігрової механіки гри-прабатька, але в мету кожного рівня входить не тільки досягнення виходу, але й збирання чотирьох кусочків торту. Також в грі є простий редактор рівнів, який дозволяє швидко створювати нові ігрові карти, які згодом можна викласти на офіційному сайті програми. StillAliveDS також відрізняється графічним дизайном, виконаним в стилі, несхожому з оригінальною грою.
Крім того, фанати проявили велику велику активність в іншій області. Прихильники гри оцінили чорний гумор, що кружляє навколо Куба Компаньйона, і самі прив'язалися до цього неживого героя. Глобальною Мережею стали розповсюджуватись різноманітні фан-арти, шпалери для робочого столу і вигадливіші варіанти здійснення своєї прив'язаності до героя гри. Окрім цього, в Інтернеті з'явився шаблон, який можна роздрукувати, і склеїти власну невелику копію Куба-компаньйона. Автори вебкомікса «Penny Arcade» також не забули можливості посміятись над популярним створінням і згадати Куб в одному із своїх художніх творінь. Команда Valve Software явно чекала такої реакції публіки, тому в їхньому магазині сувенірних товарів майже зразу після виходу гри з'явилась м'яка іграшка Weighted Companion Cube, яка була розпродана у переддень Різдва і Нового Року. Розробники відеоігор також віддали данину поваги витвору Valve. Так, в відеогрі Тургор як пасхальне яйце в декількох локаціях можна знайти покриті кіптявою фрагменти Куба-компаньйона.

## Інші версії гри

### Portal: First Slice
Portal: First Slice являє собою безплатну демонстраційну версію гри, що складається з перших десяти камер. Дана пробна версія була випущена в січні 2008 року і спочатку поширювалася через Steam під час спільної акції компаній Valve Corporation і NVIDIA і була доступна тільки для власників відеокарт GeForce. Перевірка наявності карти GeForce відбувалася через вбудовану в Steam систему збору відомостей про використовуючих комплектуючих. Пізніше, до травня 2008 року Portal: First Slice став доступний для всіх охочих.

### Portal: Still Alive
Доповнена новими головоломками і досягненнями версія, випущена 22 жовтня 2008 для Xbox Live Arcade. Всі додаткові завдання засновані на картах, розроблених We Create Stuff. Ця версія гри не містить жодних змін в сюжеті.

### Portal RTX
20 вересня 2022 року NVIDIA випустила Portal з підтримкою трасування променів, що також містить оновлені моделі та текстури.